# Pegunungan Jayawijaya
Pegunungan Jayawijaya är en bergskedja i Indonesien.   Den ligger i provinsen Papua, i den östra delen av landet, 3 600 km öster om huvudstaden Jakarta.